# Euploea goudotii
Espèce
Statut de conservation UICN

 NT  : Quasi menacé
Euploea goudotii ou Euploea euphon goudotii est un insecte lépidoptère  de la  famille  des  Nymphalidae, de la sous-famille des Danainae et du genre Euploea endémique de La Réunion.

## Dénomination
Euploea goudotii a été décrit par Jean-Baptiste Alphonse Dechauffour de Boisduval en 1833.

### Taxonomie
Euploea goudotii est pour généralement considéré comme une espèce à part entière,. Cependant certains documents le nomment Euploea euphon goudotii comme donc une sous-espèce d' Euploea euphon.

## Description
Ce grand papillon marron présente aux ailes postérieures une bande submarginale de taches blanche qui se rejoignent pour former une bande submarginale blanche. Les ailes antérieures sont uniformément marron.

### Chenille
La chenille avec des cornes, est ornée d'une bande foncée sur le dos et ses flancs sont rose orangé.

### Chrysalide
Elle est de couleur argentée.

## Biologie

### Plantes hôtes
Les plantes hôtes de sa chenille sont des Asclepiadaceae Secamone dilapidens et Secamone saligna, et à défaut le laurier rose Nerium oleander, un Apocynacées,.

## Écologie et distribution
Euploea goudotii est présent aux Mascareignes, endémique de l'ile de La Réunion.

### Biotope
Euploea goudotii est présent sur toute l'ile de La Réunion, à toutes les altitudes.

### Protection
Il figure sur la liste rouge des rhopalocères de La Réunion comme NT.